# Кирил Христов Совичанов
Кирил Христов Совичанов е български революционер, деец на Вътрешната македоно-одринска революционна организация (ВМОРО) и просветен деец. Баща на големия български оперен певец Борис Христов.

## Биография
Кирил Христов е роден в 1878 година в Битоля, тогава в Османската империя, в семейството на Анастасия Каранджулова, сестра на Иван Каранджулов, и Христо Совичанов – Псалта, първият псалт в независимата българска църква в Битоля. Негов брат е общественикът Георги Совичанов. Завършва битолската прогимназия, съученик е на Симеон Радев. Голямо приятелство го свързва с братовчед му по майчина линия Никола Каранджулов, който в периода 1891 – 1892 година също учи в битолското училище и живее при семейство Совичанови. В 1893 година двамата постъпват в кюстендилското педагогическо училище, в една паралелка са и живеят в една квартира.
През 1896 г. завършва педагогическото училище в Кюстендил, България. От 1896 до 1900 година учителства в Дедеагач, където става член и председател на околийския революционен комитет на ВМОРО. Подгонен оттам се връща в Битоля. Арестуван е, но успяват да го освободят с пари. След разгрома на Илинденско-Преображенското въстание Кирил Христов е принуден да избяга в България.
Записва се да следва славянска филология в Софийския университет. След това спечелва конкурс и заминава за Лион (Франция), където завършва литература.
Участва като делегат от Битолското благотворително братство в Обединителния конгрес на Македонската федеративна организация и Съюза на македонските емигрантски организации от януари 1923 година.
Работи като учител в Пловдив, София и други градове. Главен редактор е на списанието на македонската емиграция в България „Илюстрация Илинден“ и председател на Илинденската организация. Като председател на Илинденската организация се опитва да помири двете враждуващи крила във Вътрешната македонска революционна организация.
В София, като учител и чиновник, по негова инициатива се откриват вечерни курсове за ликвидиране на неграмотността. Има важна роля за създаването на Занаятчийското училище.
Кирил Христов наследява певческия дар на баща си. Тенор е, пее в светски и църковни хорове. Изпълнява с голям успех македонски народни песни пред Радио София. Изпява пред сътрудник на Института за музика при БАН текстовете на повече от триста и тридесет старинни народни и градски песни; песните остават в архива на института.
Женен е за Райна, дъщеря на прилепчанка и на хаджи Тодор Попиванов от София. Баща е на големия български оперен певец Борис Христов и на запасния офицер и член на ВМРО адвокат Николай Христов.
Умира на 25 септември 1961 година. Църковната служба е в „Света Неделя“, а след нея патриарх Кирил говори пред изпълнилите храма хора за образцовия живот, скромността и добродетелите на Кирил Христов, за прекрасното възпитание, дал на двамата си сина. Борис Христов не е допуснат в България за погребението.

## Съчинения
Като приложения на „Илюстрация Илинден“ К. Христов издава следните съчинения:
- Високо Преосвещенний Св. Скопский митрополит Неофит, София 1938, 16 с.
- Антон Е. Кецкаров, София 1940, 16 с.
- Иконом Тома Николов, първият дякон в Битоля, София 1940, 16 с.

В книга VII на непубликуваните „Приноси към историята на македоно-одринското революционно движение в Тракия“ (1956 г.) са включени част от спомените на Кирил Христов за участието му революционното движение. Предоставени са през 1953 г. на Иван Орманджиев, който отбелязва, че спомените му за учителската и културната дейност са включени в „Приноси за духовното освобождение на българите в Тракия“. – Научен архив на БАН, ф. 27, а.е. 27, л. 351 – 359.

## Родословие
|                                         |                                         |                                         |                                         |                                         |                                         |  |  |                               |                               |                               |                               | Петър Совичанов                     |                                     |                                     |                                     |                                     |                                     |                  |                  |                        |                        |                        |                        |                        |                        |                 |                 |                 |                 |  |  |
|                                         |                                         |                                         |                                         |                                         |                                         |  |  |                               |                               |                               |                               |                                     |                                     |                                     |                                     |                                     |                                     |                  |                  |                        |                        |                        |                        |                        |                        |                 |                 |                 |                 |  |  |
|                                         |                                         |                                         |                                         |                                         |                                         |  |  |                               |                               |                               |                               | Христо Совичанов (1843 – след 1918) | Христо Совичанов (1843 – след 1918) | Христо Совичанов (1843 – след 1918) | Христо Совичанов (1843 – след 1918) | Христо Совичанов (1843 – след 1918) | Христо Совичанов (1843 – след 1918) |                  |                  | Анастасия Каранджулова | Анастасия Каранджулова | Анастасия Каранджулова | Анастасия Каранджулова | Анастасия Каранджулова | Анастасия Каранджулова |                 |                 |                 |                 |  |  |
|                                         |                                         |                                         |                                         |                                         |                                         |  |  |                               |                               |                               |                               | Христо Совичанов (1843 – след 1918) | Христо Совичанов (1843 – след 1918) | Христо Совичанов (1843 – след 1918) | Христо Совичанов (1843 – след 1918) | Христо Совичанов (1843 – след 1918) | Христо Совичанов (1843 – след 1918) |                  |                  | Анастасия Каранджулова | Анастасия Каранджулова | Анастасия Каранджулова | Анастасия Каранджулова | Анастасия Каранджулова | Анастасия Каранджулова |                 |                 |                 |                 |  |  |
|                                         |                                         |                                         |                                         |                                         |                                         |  |  |                               |                               |                               |                               |                                     |                                     |                                     |                                     |                                     |                                     |                  |                  |                        |                        |                        |                        |                        |                        |                 |                 |                 |                 |  |  |
|                                         |                                         |                                         |                                         |                                         |                                         |  |  |                               |                               |                               |                               |                                     |                                     |                                     |                                     |                                     |                                     |                  |                  |                        |                        |                        |                        |                        |                        |                 |                 |                 |                 |  |  |
| Райна Тодорова Попиванова (1884 – 1967) | Райна Тодорова Попиванова (1884 – 1967) | Райна Тодорова Попиванова (1884 – 1967) | Райна Тодорова Попиванова (1884 – 1967) | Райна Тодорова Попиванова (1884 – 1967) | Райна Тодорова Попиванова (1884 – 1967) |  |  | Кирил Христов (1878 – 1961)   | Кирил Христов (1878 – 1961)   | Кирил Христов (1878 – 1961)   | Кирил Христов (1878 – 1961)   | Кирил Христов (1878 – 1961)         | Кирил Христов (1878 – 1961)         |                                     |                                     | Георги Совичанов                    | Георги Совичанов                    | Георги Совичанов | Георги Совичанов | Георги Совичанов       | Георги Совичанов       |                        |                        | Олга Совичанова        | Олга Совичанова        | Олга Совичанова | Олга Совичанова | Олга Совичанова | Олга Совичанова |  |  |
| Райна Тодорова Попиванова (1884 – 1967) | Райна Тодорова Попиванова (1884 – 1967) | Райна Тодорова Попиванова (1884 – 1967) | Райна Тодорова Попиванова (1884 – 1967) | Райна Тодорова Попиванова (1884 – 1967) | Райна Тодорова Попиванова (1884 – 1967) |  |  | Кирил Христов (1878 – 1961)   | Кирил Христов (1878 – 1961)   | Кирил Христов (1878 – 1961)   | Кирил Христов (1878 – 1961)   | Кирил Христов (1878 – 1961)         | Кирил Христов (1878 – 1961)         |                                     |                                     | Георги Совичанов                    | Георги Совичанов                    | Георги Совичанов | Георги Совичанов | Георги Совичанов       | Георги Совичанов       |                        |                        | Олга Совичанова        | Олга Совичанова        | Олга Совичанова | Олга Совичанова | Олга Совичанова | Олга Совичанова |  |  |
|                                         |                                         |                                         |                                         |                                         |                                         |  |  |                               |                               |                               |                               |                                     |                                     |                                     |                                     |                                     |                                     |                  |                  |                        |                        |                        |                        |                        |                        |                 |                 |                 |                 |  |  |
|                                         |                                         |                                         |                                         |                                         |                                         |  |  |                               |                               |                               |                               |                                     |                                     |                                     |                                     |                                     |                                     |                  |                  |                        |                        |                        |                        |                        |                        |                 |                 |                 |                 |  |  |
| Борис Христов (1914 – 1993)             | Борис Христов (1914 – 1993)             | Борис Христов (1914 – 1993)             | Борис Христов (1914 – 1993)             | Борис Христов (1914 – 1993)             | Борис Христов (1914 – 1993)             |  |  | Николай Христов (1907 – 1954) | Николай Христов (1907 – 1954) | Николай Христов (1907 – 1954) | Николай Христов (1907 – 1954) | Николай Христов (1907 – 1954)       | Николай Христов (1907 – 1954)       |                                     |                                     |                                     |                                     |                  |                  |                        |                        |                        |                        |                        |                        |                 |                 |                 |                 |  |  |